# Abdanbi Lahrari
Abdanbi Lahrari (arab. عبد النبي لحراري, ur. 1 czerwca 1983) – marokański piłkarz, grający jako środkowy pomocnik. Jednokrotny reprezentant kraju.

## Klub

### Początki
Zaczynał karierę w Maghreb Fez, gdzie grał do 2011 roku. W sezonie 2010/2011 zagrał 8 meczów i strzelił gola.

### FAR Rabat
1 lipca 2011 roku przeniósł się do FAR Rabat. W tym zespole debiut zaliczył 25 sierpnia 2011 roku w meczu przeciwko Chabab Rif Al Hoceima (1:1). Zagrał całe spotkanie. Pierwszą bramkę strzelił 28 października 2011 roku w meczu przeciwko Wydad Fez (1:1). Do siatki trafił w 60. minucie. Łącznie zagrał 6 meczów i strzelił jednego gola.

### Maghreb Fez
1 stycznia 2012 roku wrócił do Maghrebu Fez. Ponownie w tym klubie zadebiutował 12 lutego 2012 roku w meczu przeciwko Raja Casablanca (1:1). Na boisku pojawił się w 54. minucie, zastąpił Mouhameda Diopa. Łącznie zagrał 32 mecze i dwa razy asystował.

### Olympique Khouribga
1 sierpnia 2013 roku został zawodnikiem Olympique Khouribga. W klubie tym debiut zaliczył 27 sierpnia 2013 roku w meczu przeciwko KAC Kénitra (1:1). Zagrał cały mecz. Łącznie wystąpił w 48 spotkaniach.

### Trzeci powrót do Maghrebu Fez
1 sierpnia 2016 roku po raz trzeci podpisał kontrakt z Maghreb Fez. 1 lipca 2017 roku ogłosił koniec kariery.

## Kariera reprezentacyjna
Lahrari jedyny mecz w reprezentacji Maroka zagrał 30 marca 2011 roku, a rywalem była reprezentacja Botswany. Został zmieniony przez Youssefa Tourabiego.